# Sarah Ramos
Sarah Emily Ramos (Los Angeles, 21 mei 1991) is een Amerikaanse actrice, filmregisseuse en scenarioschrijfster.

## Biografie
Ramos heeft een Hispanicse achtergrond van haar vader, haar moeder is Joods. Ramos begon al op negenjarige leeftijd les te krijgen in het acteren.

## Prijzen

### ALMA Awards
- 2012 in de categorie Favoriete TV-Actrice in een Bijrol met de televisieserie Parenthood – genomineerd.
- 2011 in de categorie Favoriete TV-Actrice in een Bijrol met de televisieserie Parenthood – genomineerd.

### Sundance Film Festival
- 2012 in de categorie Korte Film Award – Speciale Erkenning met de korte film The Arm – gewonnen.

### Young Artist Awards
- 2005 in de categorie Beste Optreden in een Televisieserie door een Jeugdige Actrice met de televisieserie American Dreams – genomineerd.
- 2004 in de categorie Beste Optreden in een Televisieserie door een Jeugdige Actrice met de televisieserie American Dreams – genomineerd.
- 2005 in de categorie Beste Optreden in een Televisieserie door een Cast met de televisieserie American Dreams – genomineerd.

## Filmografie

### Films
- 2022 Babylon - als Harriet Rothschild
- 2022 A Kismet Christmas - als Sarah
- 2019 Gone Hollywood - als Julie Grenfell
- 2018 Ask for Jane - als Maggie
- 2017 The Boy Downstairs - als Meg
- 2017 We Don't Belong Here - als Jill
- 2016 Slash - als Marin
- 2016 How to Be Single - als Michelle
- 2012 Why Stop Now – als Chloe

### Televisieseries
Uitgezonderd eenmalige gastrollen.
- 2022 Winning Time: The Rise of the Lakers Dynasty - als Cheryl Pistono - 10 afl.
- 2016 - 2019 The Affair - als Audrey - 3 afl.
- 2017 - 2018 Midnight, Texas - als Creek Lovell - 12 afl.
- 2017 City Girl - als Casey Jones - 6 afl.
- 2010 – 2015 Parenthood – als Haddie Braverman – 60 afl.
- 2006 – 2008 Runaway – als Hannah – 10 afl.
- 2002 – 2005 American Dreams – als Patty Pryor – 61 afl.

### Filmregisseuse
- 2020 Marvel's 616 - televisieserie - 1 afl.
- 2017 City Girl - televisieserie - 6 afl.
- 2016 Fluffy - korte film
- 2012 The Arm - korte film

### Scenarioschrijfsgter
- 2017 City Girl - televisieserie - 6 afl.
- 2016 Fluffy - korte film
- 2012 The Arm - korte film

- Library of Congress Control Number: no2004102628
- Virtual International Authority File: 51408231
- WorldCat: E39PBJt8dhgtP8yB68vPhbJxDq